# Karl Müllenhoff
Karl Viktor Müllenhoff (Marne, 8 settembre 1818 – Berlino, 19 febbraio 1884) è stato un filologo e archeologo tedesco, studioso in particolare della cultura germanica durante il medioevo.

## Biografia
Müllenhoff divenne professore di letteratura tedesca e archeologia all'università di Kiel nel 1854 e professore di filologia tedesca all'università di Berlino nel 1858. La sua Deutsche Altertumskunde (Archeologia tedesca) è considerata uno dei capisaldi della filologia tedesca. Nel 1861 aderì alla Gesetzlose Gesellschaft zu Berlin, una società che propugnava la riforma dello stato prussiano. Nel 1863 Müllenhoff sviluppò la teoria della continuità della lingua tedesca scritta fin dall'alto tedesco antico.

## Opere
- Sagen, Märchen und Lieder der Herzogthümer Schleswig, Holstein und Lauenburg. Kiel, 1845
- Zur altitalischen Sprachkunde. Halle, 1852
- Zur Geschichte der Nibelunge Not. Braunschweig, 1855
- Deutsche Altertumskunde. Berlin : Weidmannsche Buchhandlung, 1870-1884
- Arthur Amelung;  Oskar Jänicke;  Karl Viktor Müllenhoff: Ortnit : und die Wolfdietriche. Berlin : Weidmannsche Buchhandlung, 1871-1873
- Paradigmata zur deutschen Grammatik : zum Gebrauch für Vorlesungen. 5. Aufl. Berlin: Hertz, 1881
- Altdeutsche Sprachproben. Berlin : Weidmann, 1885